# Біоніка
Біоніка, біоміметика або біомімікрія — використання біологічних методів і структур для розробки інженерних рішень та технологічних методів.

Поверхня листка лотосу, оброблене мікроскопічне зображення

## Термін
Слово «біоніка» було запропоноване Джеком Стілі 1958 року, ймовірно від грецького βίον — «одиниця життя» і суфіксу -ic — «-подібний», тобто «біоніка» означає «життєподібний». Деякі словники, проте, вказують походження від англійських слів biology + electronics (тобто біологія + електроніка).
Біоміметичний — термін стосується лабораторної процедури, яка призначена
імітувати природний хімічний процес, а також до сполук, що
імітують структуру та функції біологічних матеріалів.

## Опис
Використання технологічних методів різноманітних видів живої природи для розробки штучних методів, на думку прихильників біоніки, є корисним через те, що живі організми, в тому числі флора і фауна, пристосувалися до вузькоспеціалізованих екологічних ніш і під еволюційним тиском, виробили дуже ефективні способи використання власних ресурсів.
Одним з успіхів біоніки дотепер, є розробка брудо- і водовідштовхувальних покриттів, використовуючи спостереження поверхні листка індійського лотосу, що майже не змочується водою за рахунок так званого ефекту лотоса. Іншими відомими прикладами застосування біоніки, є надання корпусам кораблів форми тіла дельфіна (див. обтічність), сонар, радар та ультразвукова діагностика (останні методи наслідують ехолокацію кажанів). Далекосяжними, є дослідження механізмів польоту птахів та комах. 
В галузі інформатики, методи біоніки привели до розробки штучних нейронів, штучних нейронних мереж, інтелекту натовпу і генетичних алгоритмів. Останні переймають, власне процес еволюції, просуваючи ідеї біоніки далі, ніж імітація наявних біологічних систем.

## Історія
Ідея застосування знань про живу природу для вирішення інженерних завдань належить Леонардо да Вінчі, який намагався побудувати літальний апарат з крилами, як у птахів – орнітоптер.
Поява кібернетики, що розглядає загальні принципи управління і зв'язку в живих організмах і машинах, стала наснагою для ширшого вивчення будови та функцій живих систем з метою з'ясування їх спільності з технічними системами, а також використання отриманих відомостей про живі організми для створення нових приладів, механізмів, матеріалів, тощо. Важливою подією в історії біоніки був розвиток механіки, основу якої заклав англійський фізик Ісаак Ньютон (1642—1727) в роботі «Математичні начала натуральної філософії». Його механіка була доповнена законом Гука (1635—1703), який став основою техніки, фундаментом раціонального проєктування машин і механізмів.
1960 року, в Дайтоні (США) відбувся перший симпозіум з біоніки, який офіційно закріпив народження нової науки.
У 1979 році іспанські архітектори Гав'єр Піоз, Роза Сервер, Єлой Селайя розробили проєкт «Bionic Tower» — вертикальне місто-вежу, висотою 1228 метрів з використанням біотехнологій, які мають вирішити проблему зростання населення світу, екологічним способом.